# Reacción de Jaffé
La reacción de Jaffé es un método colorimetrico utilizado en química clínica para determinar los niveles de creatinina en sangre y orina. En 1886, Max Jaffé (1841–1911) escribió acerca de sus principios básicos en la publicación Über den Niederschlag, welchen Pikrinsäure in normalem Harn erzeugt und über eine neue Reaction des Kreatinins en la cual describe las propiedades de la creatinina y el ácido pícrico en una solución alcalina. El cambio de color que ocurre es directamente proporcional a la concentración de creatinina. Sin embargo, notó también, que muchos otros compuestos orgánicos inducían reacciones similares. A principios del siglo 20, Otto Folin adaptó la investigación de Jaffé para ser utilizada como un procedimiento clínico. A pesar de no ser una reacción específica para creatinina, la reacción de Jaffé sigue siendo ampliamente empleada como método de elección para la evaluación de los niveles de creatinina, debido a su velocidad, adaptabilidad a análisis automatizado y relación beneficio/costo. En el primer cuarto del siglo XXI es la metodología más antigua en uso en el laboratorio de análisis clínicos.

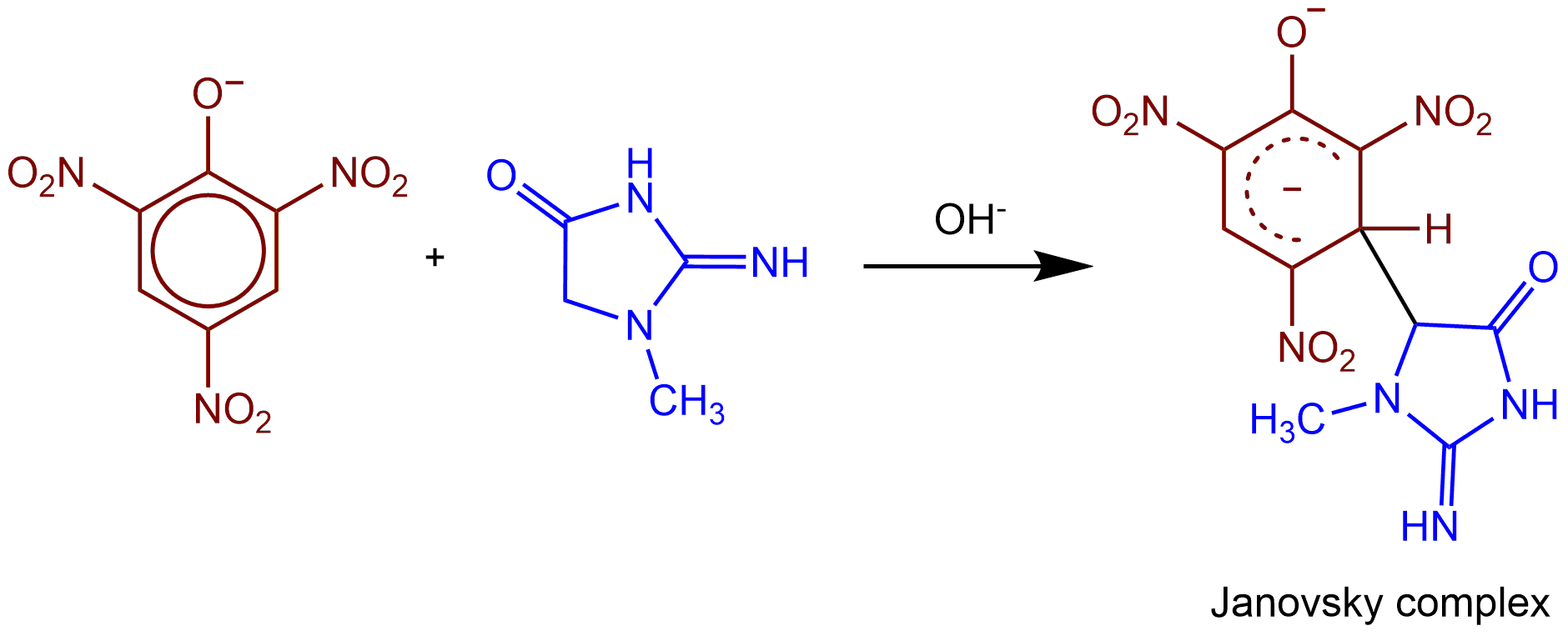
Reacción de Jaffé. El ácido Pícrico reacciona con creatinina para formar un complejo de Janovsky

### "Una nueva reacción para la creatinina"
La creatinina fue sintetizada in vitro por primera vez en 1885 por Ivan Horbaczewski. Un año más tarde, Jaffé publicó su investigación en un trabajo titulado Über den Niederschlag, welchen Pikrinsäre in normalem Harn erzeugt und über eine neue Reaction des Kreatinins. Jaffé había notado que, cuando se mezclaba creatinina con ácido pícrico en una solución de hidróxido de sodio (NaOH), estos compuestos formaban un precipitado de color rojo naranja en forma de agujas cristalinas. Al utilizar cloruro de cinc en un proceso conocido como reacción de Neubauer, y luego llevando a cabo un test de Weyl, determinó que el compuesto precipitado era una sal doble creada a partir de la solución. Aunque encontró que la cantidad de precipitado es directamente proporcional a la concentración de creatinina, también notó que la reacción era altamente inespecífica porque podía ser observada con muchos otros compuestos orgánicos.

## Aplicaciones clínicas
Aunque el nombre de Jaffé es sinónimo de los ensayos clínicos para creatinina, su trabajo sólo describe los principios detrás de lo que más tarde se convertiría en método de rutina. Fue Otto Folin (1867–1934), un bioquímico de Harvard, quién adaptó la reacción de Jaffé abandonando el método de Newbauer que era estándar hasta ese momento, y publicando varios trabajos donde hacía uso de la reacción de Jaffé para analizar los niveles de creatinina tanto en sangre como en orina. Folin comenzó a utilizar el procedimiento del ácido pícrico en 1901 y lo incluyó en su "Manual del Laboratorio de Química Biológica" de 1916. A lo largo de toda su carrera, Folin modificó y mejoró varios procedimientos cuantitativos colorimétricos, el primero de los cuales fue el de la creatinina. Sacó ventaja de la tecnología disponible en la época, utilizando un colorímetro de Dubuscq para las mediciones de precisión, y tiene el crédito de introducir la colorimetría en el análisis bioquímico moderno.
La investigación de Folin, no se centraba en la creatinina como marcador de función renal. Debido a que los precursores para la síntesis de creatinina se sintetizan en el hígado, en este punto de la historia, la creatinina era considerada un indicador de función hepática. No fue sino hasta 1926 que Poul Kristian Brandt Rehberg sugirió que la creatinina sería un marcador significativo de la función renal.

### Cromógenos interferentes
La baja especificidad de la reacción de Jaffé causa resultados de creatinina falsamente elevados en presencia de proteínas, glucosa, acetoacetato, ácido ascórbico, guanidina, acetona, cefalosporinas, aminoglucósidos (principalmente estreptomicina), cuerpos cetónicos, alfa-cetoácidos, y otros compuestos orgánicos. El amoníaco también es un interferente, si se utiliza plasma, es necesario tener cuidado de que no se utlice heparinato de amonio como anticoagulante. La inespecificidad disminuye mucho en muestras de orina, ya que en esta los niveles de creatinina son marcadamente mayores que en sangre y por lo general no contiene niveles significativos de cromógenos interferentes.
La inespecificidad de la reacción de Jaffé es un problema importante. Los pacientes con diabetes son una población con un alto riesgo de desarrollar enfermedad renal crónica, y por lo tanto las interferencias por glucosa y acetoacetato son de particular importancia.
Los artefactos tales como la hemólisis, lipemia e icteremia también pueden afectar la exactitud. La hemólisis libera cromógenos interferentes con la reacción de Jaffé que pueden elevar falsamente los resultados. La lipemia y la icteremia pueden interferir con las lecturas ópticas y falsear a la baja los resultados.
Debido a esto, con el tiempo se ha ido refinando el proceso con la intención de minimizar estos interferentes.

### De Neubauer a SRM 967
Antes de Jaffé, Neubauer había descrito una reacción de precipitación similar mezclando la solución de creatinina con cloruro de zinc (ZnCl
2) y realizando luego una prueba de Weyl: adicionando al suero una pequeña cantidad de nitroprusiato de sodio con hidróxido de sodio (NaOH) y luego incubando con ácido acético (CH
3CO
2H) para desarrollar un cambio de color. Hasta que Folin convirtió la reacción de Jaffé en un procedimiento clínico, la creatinina se medía por el método de Neubauer. A medida que el método de Folin evolucionó, se implementaron varias técnicas para eliminar las sustancias de la muestra que reaccionan con Jaffe aumentando la especificidad, entre ellas principalmente proteínas. Para la década de 1950, la precisión mejoró aún más eliminando las proteínas del suero con silicato de aluminio precipitado, compuesto llamado reactivo de Lloyd,
Para disminuir la interferencias de proteínas también se utilizó tierra de Fuller, pero el método de referencia hasta la década de 1980 fue la adsorción con el reactivo de Lloyd. Surgieron nuevas preocupaciones debido a la nula estandarización de los procedimientos; diferentes laboratorios leían los resultados en diferentes puntos finales. Este problema se resolvió con la llegada de los analizadores automáticos en las décadas de 1960 y 1970, que introdujeron una lectura cinética de los resultados en lugar de un punto final específico. Los métodos cinéticos de Jaffé implican mezclar el suero con picrato alcalino y leer espectrofotométricamente a 520 nm la tasa de cambio en la absorción . Esto no solo estandarizó el procedimiento, sino que también eliminó la necesidad de desproteinizar la muestra. Con estos cambios se introdujeron dos nuevos problemas: los analizadores requerían una compensación algorítmica para corregir los pseudocromógenos, y las calibraciones aún no estaban estandarizadas entre los instrumentos.
La década de 1980 vio varias tecnologías nuevas que prometieron cambiar la forma en que se cuantificaba la creatinina. Los métodos enzimáticos y de intercambio de iones proveyeron mayor exactitud pero mostraron nuevos problemas. Los métodos enzimáticos reducen algunas interferencias pero se descubrieron otras nuevas. La cromatografía líquida de alta eficacia,(o HPLC por sus siglas en inglés), demostró ser más sensible y específica y se convirtió en el nuevo método de referencia recomendado por la Asociación Americana de Química Clínica. El HPLC solucionaba los inconvenientes de los métodos basados en Jaffé, pero a cambio resultaba laborioso, costoso y por lo tanto impráctico para los análisis de rutina del analito renal más frecuentemente solicitado en los laboratorios clínicos. Siendo simple, fácilmente automatizabls, y costo-ectivo, los métodos basados en Jaffé han persistido bien entrado el siglo XXI, a pesar de sus imperfecciones.
Para el año 2006, la espectrometría de masas con dilución isotópica (IDMS) se convirtió en método de referencia. Para mejorar la exactitud de los ensayos de creatinina el National Institute of Standards and Technology (NIST) desarrolló nuevos estándares. EL Colegio de Patólogos Americanos (CAP) y el National Kidney Disease Education Program (NKDEP) colaboraron con el NIST para desarrollar un nuevo control de referencia llamado material de referencia estándar 967 (SRM 967). El SRM 967 apunta a estandarizar la calibración de los ensayos para creatinina, incluyendo aquellos basados en la técnica de Jaffé. Actualmente el National Institutes of Health (NIH) recomienda el uso de SRM 967 e IDMS.

## Trabajos
- Über den Niederschlag, welchen Pikrinsäre in normalem Harn erzeugt und über eine neue Reaction des Kreatinins by Max Jaffe (1886)